# Tragopogon crocifolius
 Tragopogon crocifolius   Carl Linnaeus, 1759  è una specie di pianta angiosperma dicotiledone della famiglia delle Asteraceae.

## Etimologia
Da Dioscoride  sappiamo che il nome della pianta (e quindi del genere) deriva dal greco τραγος (tragos = caprone) e πὠγων (pogon = barba) per la somiglianza delle setole del pappo con la barba di un caprone. Il nome volgare più comune e antico (Barba di becco) sembra derivi da una dizione longobarda (bikk=becco).  L'epiteto specifico (crocifolius) indica genericamente delle foglie gialle.
Il nome scientifico della specie è stato definito per la prima volta dal botanico Carl Linnaeus (1707-1778) nella pubblicazione " Systema Naturae. Editio decima, reformata." ( Syst. Nat., ed. 10. 2: 1191 ) del 1759.

## Descrizione

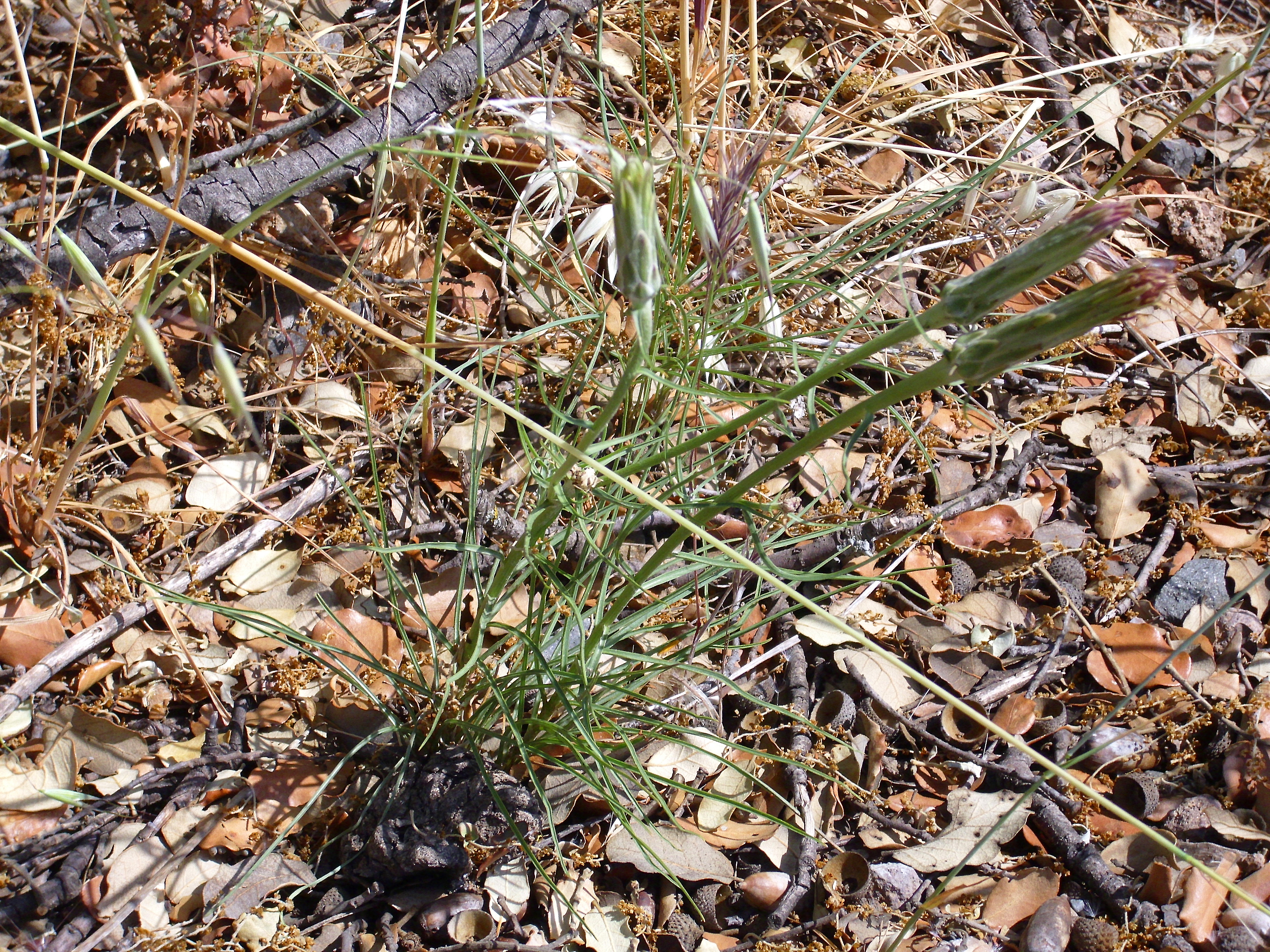
Il portamento

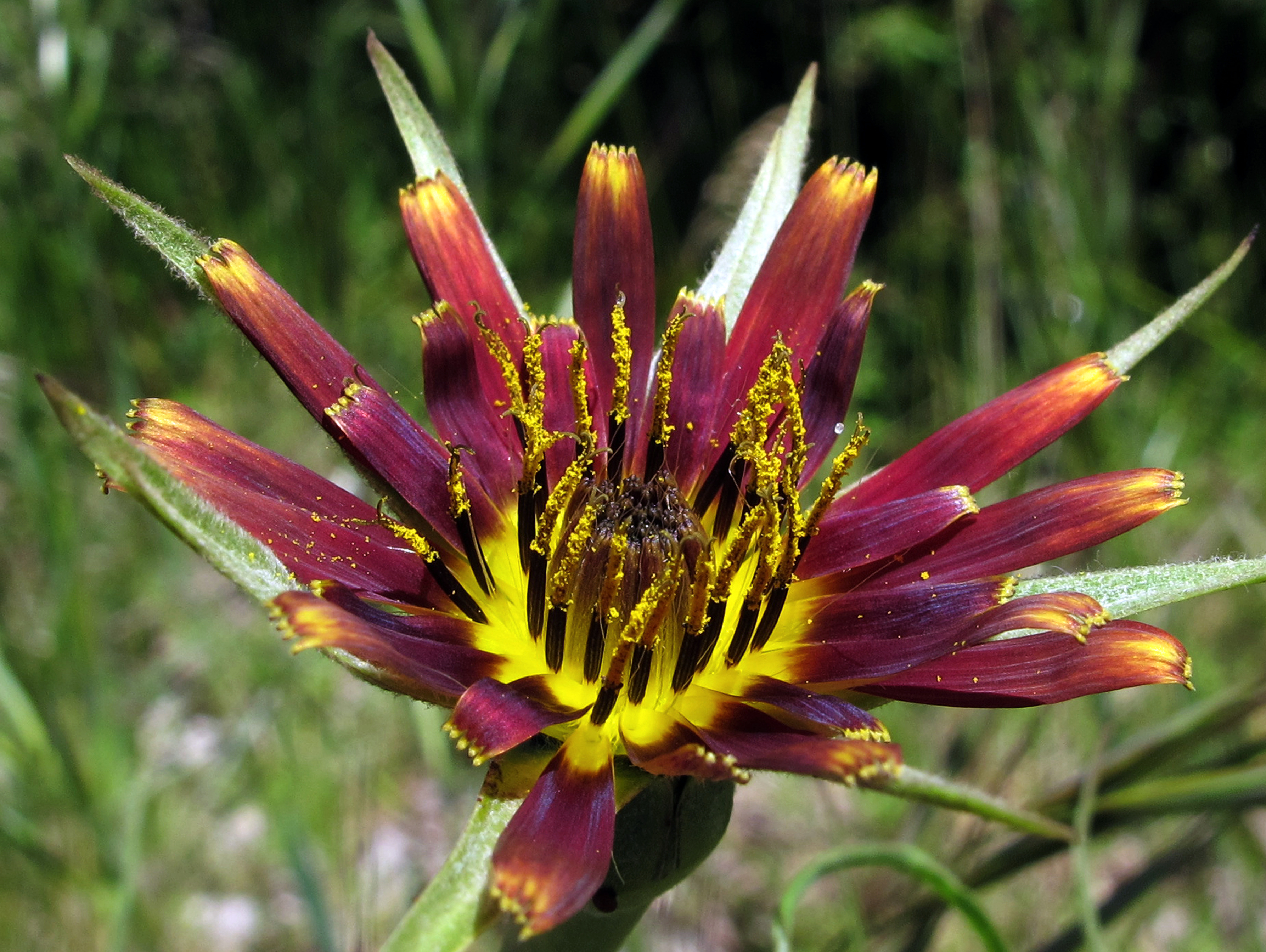
I fiori

Habitus. La forma biologica è terofita scaposa (T scap), ossia in generale sono piante erbacee che differiscono dalle altre forme biologiche poiché, essendo annuali, superano la stagione avversa sotto forma di seme e sono munite di asse fiorale eretto e spesso privo di foglie. In queste piante è presente anche la forma biologica emicriptofita bienne (H bienn), piante erbacee con gemme svernanti al livello del suolo e protette dalla lettiera o dalla neve e si distinguono dalle altre per il ciclo vitale biennale. Gli organi interni di queste piante contengono lattoni sesquiterpenici.
Fusto. La parte aerea del fusto è eretta, sottile e poco ramosa. L'altezza varia da 20 cm a 60 cm. Le radici in genere sono costituite da un fittone (quella principale può essere molto sviluppata).
Foglie.  Le foglie si distinguono in basali e cauline. Lungo il caule sono disposte in modo alternato; quelle inferiori spesso sono conduplicate e amplissicauli; quelle superiori, sessili, sono più piccole. La lamina in genere è lineare-graminiforme, con margini interi (o ondulati) e apice acuminato (la base non è allargata). Dimensioni delle foglie: larghezza 2 – 4 mm; lunghezza 10 – 15 cm.
Infiorescenza. Le infiorescenze sono composte da capolini singoli su un peduncolo allungato e non ingrossato. Il capolino (discoide e omogamo) è formato da un involucro a forma cilindrica composto da 5 - 8 brattee (o squame) disposte generalmente su una sola serie, all'interno delle quali un ricettacolo fa da base ai fiori tutti ligulati. L'infiorescenza può essere sottesa da alcune brattee (esterne all'involucro) e in genere più lunghe delle corolle. Le brattee dell'involucro, a forma da lineare-lanceolata a triangolare-lenceolata, sono poco più lunghe dei fiori; i margini sono interi (bianchi) e gli apici sono acuti. Il ricettacolo è nudo, ossia è privo di pagliette a protezione della base dei fiori; è liscio, glabro e a forma convessa. Diametro dei capolini: 3 – 5 cm.
Fiori. I fiori sono tetra-ciclici (ossia sono presenti 4 verticilli: calice – corolla – androceo – gineceo) e pentameri (ogni verticillo ha in genere 5 elementi). I fiori sono inoltre ermafroditi e zigomorfi.
- Formula fiorale:

*/x K {\displaystyle \infty }, [C (5), A (5)], G 2 (infero), achenio
- Calice: i sepali del calice sono ridotti ad una coroncina di squame.
- Corolla: le corolle sono formate da una ligula terminante con 5 denti; il colore è giallo nei fiori interni, mentre è vola in quelli esterni; la superficie può essere sia pubescente che glabra; le ligule in genere sono incurvate all'esterno (disposizione radiale).
- Androceo: gli stami sono 5 con filamenti liberi e distinti, mentre le antere sono saldate in un manicotto (o tubo) circondante lo stilo.[13] Le antere sono caudate e alla base sono acute. Il polline è tricolporato (con due lacune), è echinato (con punte) e anche "lophato" (la parte più esterna dell'esina è sollevata a forma di creste e depressioni).[14]
- Gineceo: lo stilo è filiforme. Gli stigmi dello stilo sono due divergenti, ottusi e gracili con la superficie stigmatica posizionata internamente (vicino alla base).[15] L'ovario è infero uniloculare formato da 2 carpelli.

Frutti. I frutti sono degli acheni con pappo. L'achenio, fusiforme o cilindrico, è ristretto all'apice ed è provvisto di un lungo becco; la superficie è colorata di scuro, dal marrone a tonalità più chiare, e può avere da 5 a 10 coste. Sono presenti dei tubercoli di 0,1 mm.  Il becco in genere è lungo quasi come l'ovario, ed è il risultato della metamorfosi del tubo calicino durante le fasi della maturazione. Gli acheni sono privi di carpoforo. Il pappo è formato da 12 - 20 setole piumose ma rigide su una sola serie, ed è persistente; il colore è giallastro; alla base le setole possono essere connate. Lunghezza dell'achenio: 12 – 16 mm. Lunghezza del becco: 5 – 10 mm. Lunghezza del pappo: 2 cm.

## Biologia
- Impollinazione: l'impollinazione avviene tramite insetti (impollinazione entomogama tramite farfalle diurne e notturne).
- Riproduzione: la fecondazione avviene fondamentalmente tramite l'impollinazione dei fiori (vedi sopra).
- Dispersione: i semi (gli acheni) cadendo a terra sono successivamente dispersi soprattutto da insetti tipo formiche (disseminazione mirmecoria). In questo tipo di piante avviene anche un altro tipo di dispersione: zoocoria. Infatti gli uncini delle brattee dell'involucro si agganciano ai peli degli animali di passaggio disperdendo così anche su lunghe distanze i semi della pianta.

## Tassonomia
La famiglia di appartenenza di questa voce (Asteraceae o Compositae, nomen conservandum) probabilmente originaria del Sud America, è la più numerosa del mondo vegetale, comprende oltre 23.000 specie distribuite su 1.535 generi, oppure 22.750 specie e 1.530 generi secondo altre fonti (una delle checklist più aggiornata elenca fino a 1.679 generi). La famiglia attualmente (2021) è divisa in 16 sottofamiglie.

### Filogenesi
Il genere della specie di questa voce appartiene alla sottotribù Scorzonerinae della tribù Cichorieae (unica tribù della sottofamiglia Cichorioideae). In base ai dati filogenetici la sottofamiglia Cichorioideae è il terz'ultimo gruppo che si è separato dal nucleo delle Asteraceae (gli ultimi due sono Corymbioideae e Asteroideae). La sottotribù Scorzonerinae è il secondo clade che si è separato dalla tribù.
All'interno della sottotribù sono stati individuati diversi cladi, alcuni in posizione politomica. Il genere di questa voce, da un punto di vista filogenetico, si trova in una posizione centrale e con il genere Geropogon forma un "gruppo fratello" (differiscono soprattutto per gli acheni e il pappo). Il genere Tragopogon come è descritto attualmente è monofiletico.
I caratteri distintivi per la specie di questa voce sono:
- le squame dell'involucro sono 5 - 8 e sono poco più lunghe dei fiori;
- l'altezza delle piante varia da 2 a 6 dm;
- i fusti non sono ingrossati sotto il capolino;
- le foglie sono sottili fino alla base;
- le corolle dei fiori sono violacee (ma anche giallastre).

Il numero cromosomico della specie è: 2n = 12.

### Sottospecie
Per questa specie sono indicate due sottospecie.

#### Sottospeciecrocifolius

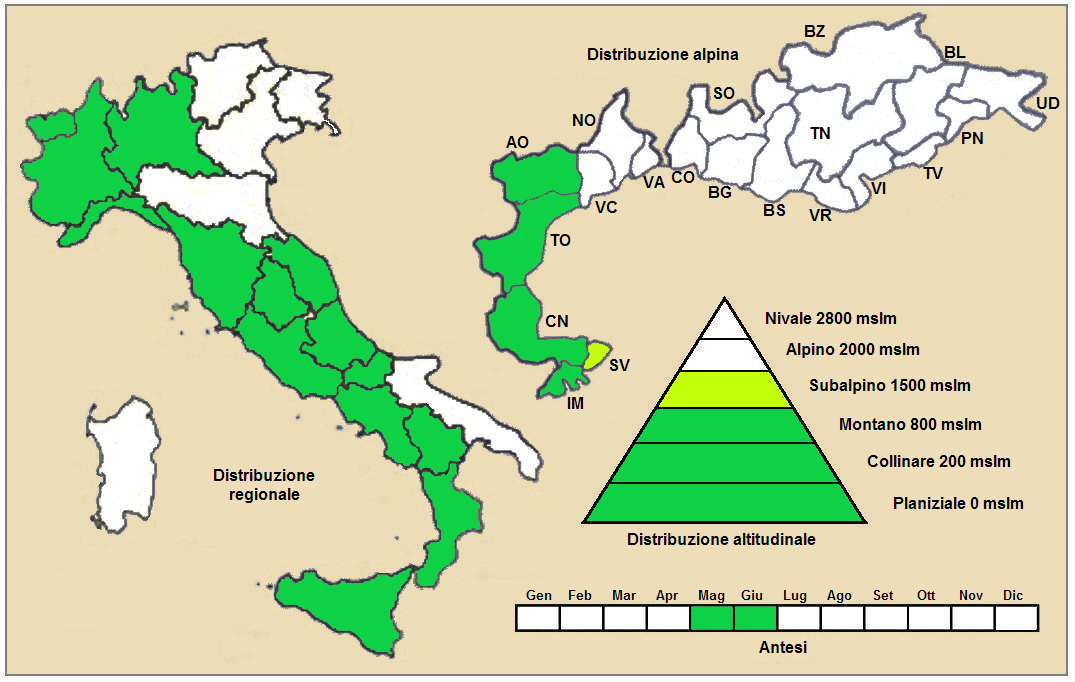
Distribuzione della sottospecie crocifolius
(Distribuzione regionale – Distribuzione alpina)

- Nome scientifico:  Tragopogon crocifolius subsp. crocifolius.
- Descrizione: le brattee involucarli sono fino a 2 volte più lunghe dei fiori; la corolla è rosso-violacea.
- Geoelemento: il tipo corologico (area di origine) è Steno-Mediterraneo.
- Distribuzione: in Italia è presente su tutto il territorio con una distribuzione discontinua. Si tratta di una specie rara. Nelle Alpi si trova a occidente. Fuori dall'Italia è presente soprattutto sul versante Atlantico (Maghreb, Penisola Iberica e Scandinavia).
- Habitat: l'habitat tipico sono gli incolti, i prati aridi e lungo le vie. Il substrato preferito è calcareo ma anche siliceo con pH basico, medi valori nutrizionali del terreno che deve essere arido.[20]
- Distribuzione altitudinale: sui rilievi queste piante si possono trovare da 600 a 1.700 m s.l.m.; frequentano quindi i seguenti piani vegetazionali: collinare, montano e in parte quello subalpino.
- Fitosociologia:

Areale alpino: dal punto di vista fitosociologico alpino Tragopogon crocifolius appartiene alla seguente comunità vegetale:
- Formazione: delle comunità a emicriptofite e camefite delle praterie rase magre secche;
- Classe: Lygeo-Stipetea
- Ordine: Brachypodietalia phoenicoidis
Areale italiano: per l'areale completo italiano la sottospecie di questa voce appartiene alla seguente comunità vegetale:
- Macrotipologia: vegetazione delle praterie
- Classe: Festuco valesiacae-Brometea esecti Br.-Bl. & Tüxen ex Br.-Bl., 1949
- Ordine: Scorzonero villosae-Chrysopogonetalia grylli Horvatic & Horvat in Horvatic, 1963
- Alleanza: Hippocrepido glaucae-Stipion austroitalicae Forte & Terzi in Forte, Perrino & Terzi, 2005
- Suballeanza: Violo pseudogracilis-Bromopsienion caprimae (Terzi 2011) Biondi & Galdenzi, 2012
Descrizione. la suballeanza Violo pseudogracilis-Bromopsienion caprimae è relativa alle praterie secondarie ricche di specie che si sviluppano su suoli umidi a substrato calcareo dell'Appennino lucano. Questa cenosi si compone di specie pioniere, emicriptofitiche e camefitiche, sia endemiche che orofite Sud-Europee e mediterraneo-montane.
Specie presenti nell'associazione: Filipendula vulgaris, Asphodelus albus, Luzula sieberi, Knautia dinarica, Tragopogon pratensis, Laserpitium latifolium, Linum capitatum, Polygala angelisii, Seseli peucedanoides, Oxytropis caputoi, Helianthemum canum, Laserpitium garganicum, Hippocrepis glauca, Jurinea mollis, Cerastium tomentosum, Achillea lucana, Geranium cinereum, Bromopsis caprina, Knautia calycina, Viola pseudogracilis, Potentilla calabra, Rhinanthus minor, Tragopogon crocifolius, Saxifraga carpetana.

#### Sottospecienebrodensis
- Nome scientifico: Tragopogon crocifolius subsp. nebrodensis (Guss.) Raimondo, 2007
- Descrizione:  le brattee involucarli sono appena più lunghe dei fiori; la corolla è violacea-pallida.
- Geoelemento: il tipo corologico (area di origine) è Endemico.
- Distribuzione: si trova solamente in Sicilia (più o meno).

### Sinonimi
Sono elencati alcuni sinonimi per questa entità:
- Tragopogon badali Willk.
- Tragopogon balcanicus  Velen. ex Nyman
- Tragopogon floccosus  Cutanda
- Tragopogon parviflorus  Hornem.
- Tragopogon stenophyllus  Jord.
- Tragopogon nebrodensis Guss.